# Пералампи
Пералампи — пресноводное озеро на территории Юшкозерского сельского поселения Калевальского района Республики Карелии.

## Общие сведения
Площадь озера — 1,5 км², площадь водосборного бассейна — 14,7 км². Располагается на высоте 90,1 метров над уровнем моря.
Форма озера продолговатая: оно вытянуто с севера на юг. Берега практически полностью заболоченные.
Из озера вытекает протока, впадающая с правого берега в реку Чирко-Кемь.
Код объекта в государственном водном реестре — 02020000911102000005711.